# Macedon, Victoria
Macedon är en ort i Australien. Den ligger i kommunen Macedon Ranges och delstaten Victoria, omkring 56 kilometer nordväst om delstatshuvudstaden Melbourne. Macedon ligger 508 meter över havet och antalet invånare är 1 878.
Närmaste större samhälle är Gisborne, nära Macedon. 
I omgivningarna runt Macedon växer i huvudsak städsegrön lövskog. Runt Macedon är det glesbefolkat, med 18 invånare per kvadratkilometer. Genomsnittlig årsnederbörd är 924 millimeter. Den regnigaste månaden är juli, med i genomsnitt 105 mm nederbörd, och den torraste är januari, med 31 mm nederbörd.